# 豚伝染性胃腸炎
豚伝染性胃腸炎（ぶたでんせんせいいちょうえん、transmissible gastroenteritis of swine;TGE）とは伝染性胃腸炎ウイルス感染を原因とする豚の感染症。家畜伝染病予防法において届出伝染病に指定されており、対象家畜はブタ、イノシシ。

## 原因
伝染性胃腸炎ウイルスはコロナウイルス科コロナウイルス属に属し、犬コロナウイルス、猫伝染性腹膜炎ウイルスと共通抗原を持つ。発生は冬季に多い。糞口経路による感染が主なほか、飛沫感染の可能性が示唆されている。また、イヌ、ネコ、野鳥等の野生動物がウイルスを媒介しうる。
- コロナウイルス科 - en:Coronaviridae
  - アルファコロナウイルス属 - en:Alphaletovirus
    - テガコウイルス亜属 (Tegacovirus) Alphacoronavirus 1
      - ブタ伝染性胃腸炎ウイルス（英語版）

## 症状
哺乳豚において突然の発熱、嘔吐に続いて下痢を示し、1週間以内に死亡する。4週齢以上では死亡しないが発育不良となる。感染豚の肉眼的変化は胃、小腸にのみみられ、胃は膨満し、内容物に未消化の凝乳がみられる。症状が豚流行性下痢と類似しているため、鑑別が必要である。

## 診断
発症期と回復期のペア血清の中和抗体価上昇の確認が最も確実であるが、事後診断としての価値しかない。迅速診断には蛍光抗体法による抗原検出が行われる。

## 治療
治療法はないが、大腸菌症を併発することが多いので、対症療法として抗生物質を投与する。

## 予防
乳汁免疫が成立するので妊娠母豚にワクチン接種することにより、乳汁を介して免疫を付加する方法と、子豚に生ワクチンを経口投与する方法とがある。